# Walking with a Ghost
Walking with a Ghost – pierwszy minialbum amerykańskiego duetu The White Stripes, wydany w roku 2005. Tytułowy utwór jest coverem utworu o takiej samej nazwie, dzieła kanadyjskiego duetu Tegan and Sara, wydanego w 2004 roku na ich płycie So Jealous.

## Lista utworów
1. "Walking with a Ghost" – 2:47
2. "Same Boy You've Always Known" (na żywo) – 3:12
3. "As Ugly as I Seem" (na żywo) – 5:04
4. "The Denial Twist" (na żywo) – 2:35
5. "Screwdriver" (na żywo) – 5:15

- Utwór piąty zawiera także wykonanie "Passive Manipulation" na żywo.
- Wszystkie utwory na żywo można znaleźć także na stronach B singli z albumu Get Behind Me Satan.